# Two Weeks – Im Kreise ihrer Lieben
Two Weeks – Im Kreise ihrer Lieben (Originaltitel: Two Weeks) ist eine US-amerikanische Filmkomödie/Drama aus dem Jahr 2006. In den Hauptrollen spielen Sally Field und Ben Chaplin.
Der Film ist das Spielfilmdebüt von Werbefilmregisseur Steve Stockman, der auch das Drehbuch schrieb – basierend auf seinen Erfahrungen nach dem Tod seiner Mutter.
Die deutsche Free-TV-Premiere lief am 17. Juni 2015 unter dem Titel Two Weeks – Anitas Abschied.

## Handlung
Anita Bergman hat nur noch ein paar Tage zu leben, und so beschließen ihre Kinder Keith, Barry, Emily und Matthew nach Hause zu kommen, um von ihr Abschied nehmen zu können. Anita jedoch lebt länger als erwartet, und so müssen die Kinder weiter unter einem Dach leben. Schon bald holen sie die Probleme der Vergangenheit ein, doch Anita glaubt, dass sie alles lösen können, solange sie zusammenhalten. In einem Video, das ein Sohn dreht, wird das Leben der Familie geschildert und die Mutter sagt, wie sie sich ihr Ende wünscht. In den vierzehn geschilderten Tagen geht es mit dem Gesundheitszustand rapide abwärts. Die Kinder kümmern sich abwechselnd um sie, zuletzt wechseln sie sich nachts alle zwei Stunden ab. Vom Hospiz begleitet, erhält Anita immer höhere Dosen Morphium. Schließlich fällt sie ins Koma. Möglicherweise durch die Erschöpfung der Kinder kommt es anscheinend zu einer Überdosierung. Anitas Wunsch, dass ihre Asche auf dem Grab ihres Vaters verstreut werden soll, wird gegen die Regeln des jüdischen Glaubens durchgeführt.

## Kritiken
In der New York Times vom 2. März 2007 lobte Stephen Holden die „zähe, präzise Darbietung“ von Sally Field, die gerade durch ihr understatement umso fesselnder sei, zu keinem Zeitpunkt habe man das Gefühl, dass sie sich nur in Szene setze. Dem Film gelingen laut Holden auch viele weitere Details wie die Pflege im Hospiz, die Anrufe an das Beerdigungsinstitut und den letzten Abschied an Familie und Freunde. Beim Versuch, die Traurigkeit und Sorge mit Humor aufzuwiegen, gerät der Film laut Holden aber in ernste Schwierigkeiten und auch die Versuche, Anitas Lebenslauf mit Rückblenden zu erzählen, wirke zunehmend gekünstelt.